# 櫻田有幾子
櫻田 有幾子（さくらだ あいこ、1982年9月19日 - ）は、大阪府出身の元女子サッカー選手、サッカー指導者。現役時代のポジションはミッドフィールダー。櫻田真平は弟。

## 所属クラブ
- 啓明女学院高等学校
- 2001年 - 2002年 TASAKIペルーレFC
- 2005年 - 2007年 スペランツァF.C.高槻
- 2008年 - 2010年 ASエルフェン狭山FC

## 略歴
高校時代まではサッカー以外にダンス・水泳・バレエ・体操など幅広く習い事をしていた。親戚がダンススクールを経営している関係で、一時サッカー選手をやりながら同スクールのダンス講師を務めていた時代もあるという。またかつては芸能志向も強く、1999年には後藤真希が合格したモーニング娘。第2回追加オーディションを受験し、倖田來未らと共に2次審査を通過した経験を持つ。
高校時代にサッカーで全国大会に出場するなどの活躍を見せたことから、2001年にTASAKIペルーレに入団するが、2002年に同チームを退団し一時サッカーから離れる。本人曰く「美容の道に進もうと思った」とのことで一度はネイリストとして働き始めるが、2004年のアテネオリンピックを見たことでサッカーへの復帰を決意し、スペランツァFC高槻で現役復帰。2008年にはASエルフェン狭山FCに移籍し、2009年シーズンはチームの副主将を務めた。
2010年シーズン終了後現役を引退。同時に公式サイト・ブログも閉鎖された。
星村麻衣なども所属するハートボイススタジオと結んでいたマネジメント契約も引退と同時に満了。
その後2011年4月にエストレラ姫路サッカースクールコーチとなり、サッカー指導者としての活動を開始した。2013年現在は、埼玉県で女子サッカースクールを展開するモアスマイルズに所属している。

## 個人成績
| 国内大会個人成績 | 国内大会個人成績 | 国内大会個人成績 | 国内大会個人成績 | 国内大会個人成績 | 国内大会個人成績 | 国内大会個人成績 | 国内大会個人成績  | 国内大会個人成績 | 国内大会個人成績 | 国内大会個人成績 | 国内大会個人成績 |
| 年度             | クラブ           | 背番号           | リーグ           | リーグ戦         | リーグ戦         | リーグ杯         | リーグ杯          | オープン杯       | オープン杯       | 期間通算         | 期間通算         |
| 年度             | クラブ           | 背番号           | リーグ           | 出場             | 得点             | 出場             | 得点              | 出場             | 得点             | 出場             | 得点             |
| 日本             | 日本             | 日本             | 日本             | リーグ戦         | リーグ戦         | リーグ杯         | リーグ杯          | 皇后杯           | 皇后杯           | 期間通算         | 期間通算         |
| ---------------- | ---------------- | ---------------- | ---------------- | ---------------- | ---------------- | ---------------- | ----------------- | ---------------- | ---------------- | ---------------- | ---------------- |
| 2001             | TASAKI           | 18               | L・リーグ        | 1                | 0                | -                | -                 |                  |                  |                  |                  |
| 2002             | TASAKI           | 12               | L・リーグ        | 2                | 0                | -                | -                 |                  |                  |                  |                  |
| 2005             | 高槻             | 8                | L・リーグ1部     | 4                | 0                | -                | -                 | 0                | 0                | 4                | 0                |
| 2006             | 高槻             | 8                | なでしこ Div.1   | 15               | 0                | -                | -                 | 1                | 0                | 16               | 0                |
| 2007             | 高槻             | 8                | なでしこ Div.2   | 10               | 2                | 1                | 0                 | 1                | 0                | 12               | 2                |
| 2008             | AS狭山           | 20               | なでしこ Div.2   | 11               | 1                | -                | -                 | 0                | 0                | 11               | 1                |
| 2009             | AS狭山           | 6                | なでしこ Div.2   | 19               | 0                | -                | -                 | 4                | 2                | 23               | 2                |
| 2010             | AS狭山           | 2                | なでしこ         | 4                | 0                | 2                | 0                 | 0                | 0                | 6                | 0                |
| 通算             | 日本             | 日本             | 1部              | 26               | 0                | 2                | 0\|\|\|\|\|\|\|\| |                  |                  |                  |                  |
| 通算             | 日本             | 日本             | 2部              | 40               | 3                | 1                | 0                 | 5                | 2                | 46               | 5                |
| 総通算           | 総通算           | 総通算           | 総通算           | 66               | 3                | 3                | 0\|\|\|\|\|\|\|\| |                  |                  |                  |                  |